# Túristvándi
Túristvándi (ehemals Istvándi) ist eine ungarische Gemeinde im Kreis Fehérgyarmat im Komitat Szabolcs-Szatmár-Bereg.

## Lage und Verkehr
Túristvándi liegt gut 12 Kilometer nordöstlich der Stadt Fehérgyarmat am Fluss Túr und ungefähr vier Kilometer südlich der Theiß, die die Grenze zur Ukraine bildet. Nachbargemeinden sind Szatmárcseke, Kömörő und Tiszakóród.
Durch Túristvándi verläuft die Landstraße Nr. 4129. Der nächstgelegene Bahnhof befindet sich südwestlich in Penyige.

## Sehenswürdigkeiten
- Wassermühle (vízimalom), erbaut Ende des 18. Jahrhunderts, mit drei oberschlächtigen Wasserrädern
- Erholungspark (Pihenőpark)
- Kölcsey-Landhaus (Kölcsey-kúria)
- Reformierte Kirche
- Römisch-katholische Kapelle Szűz Mária Istenanya, erbaut 1821
- Weltkriegsdenkmal (Világháborús emlékmű)

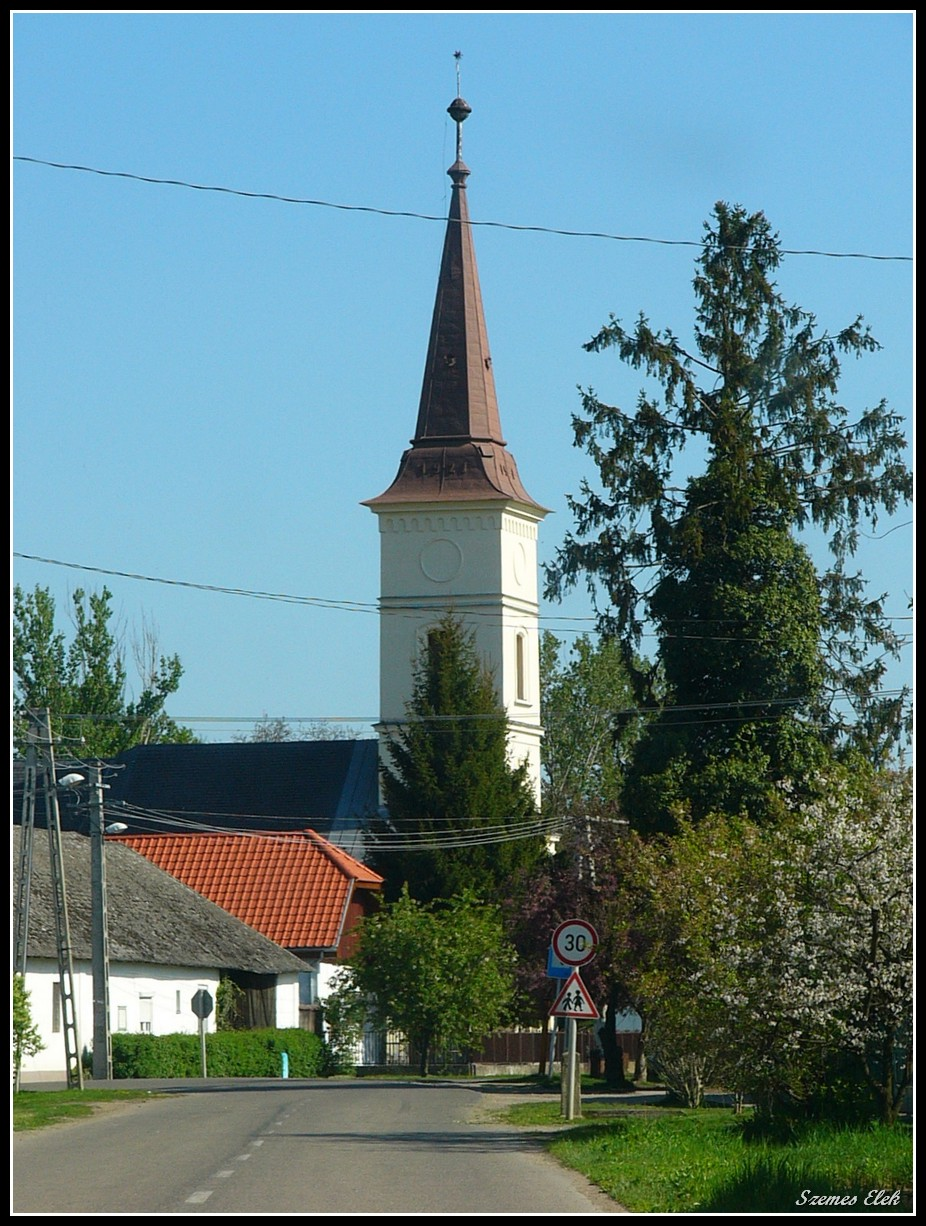
Reformierte Kirche
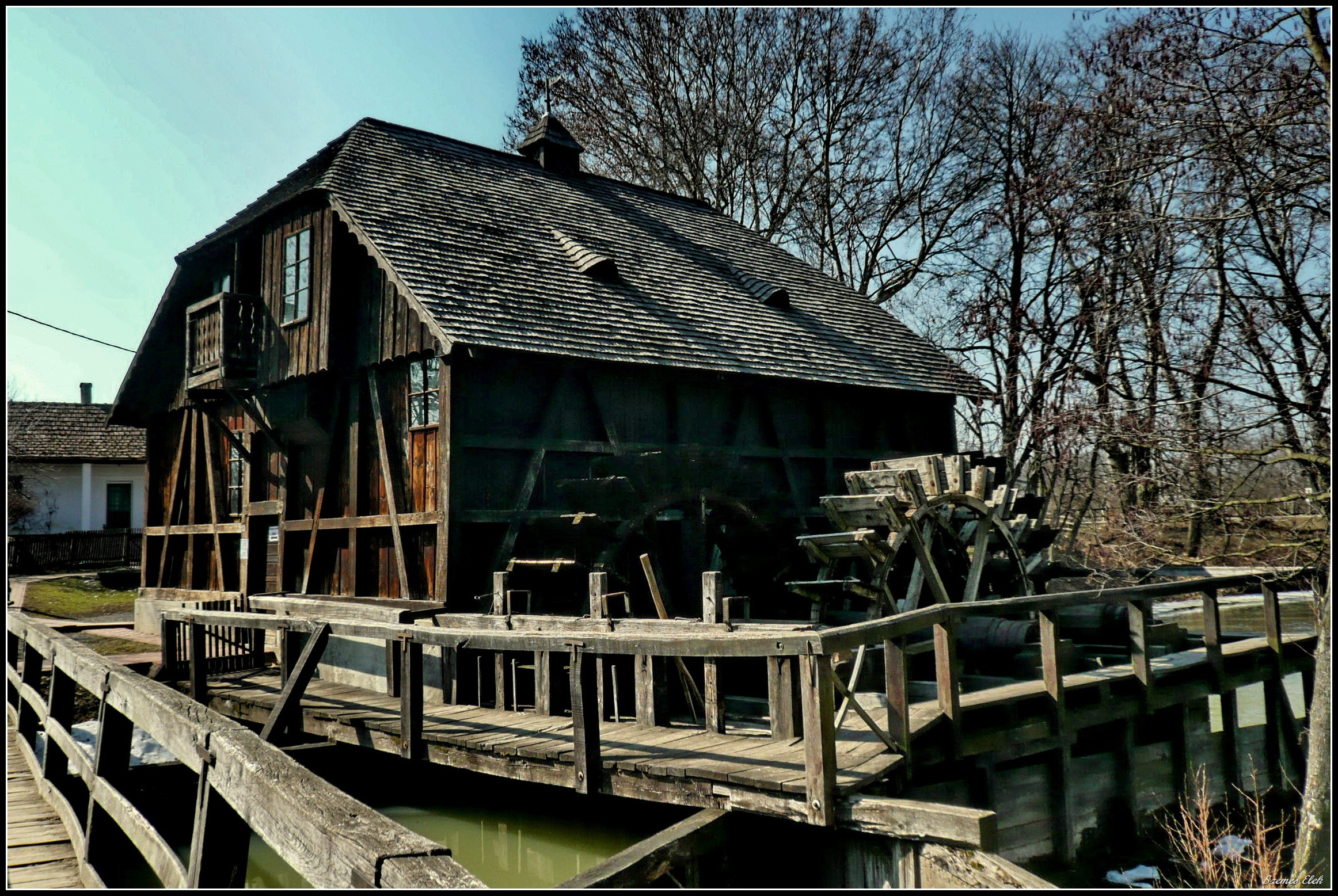
Wassermühle
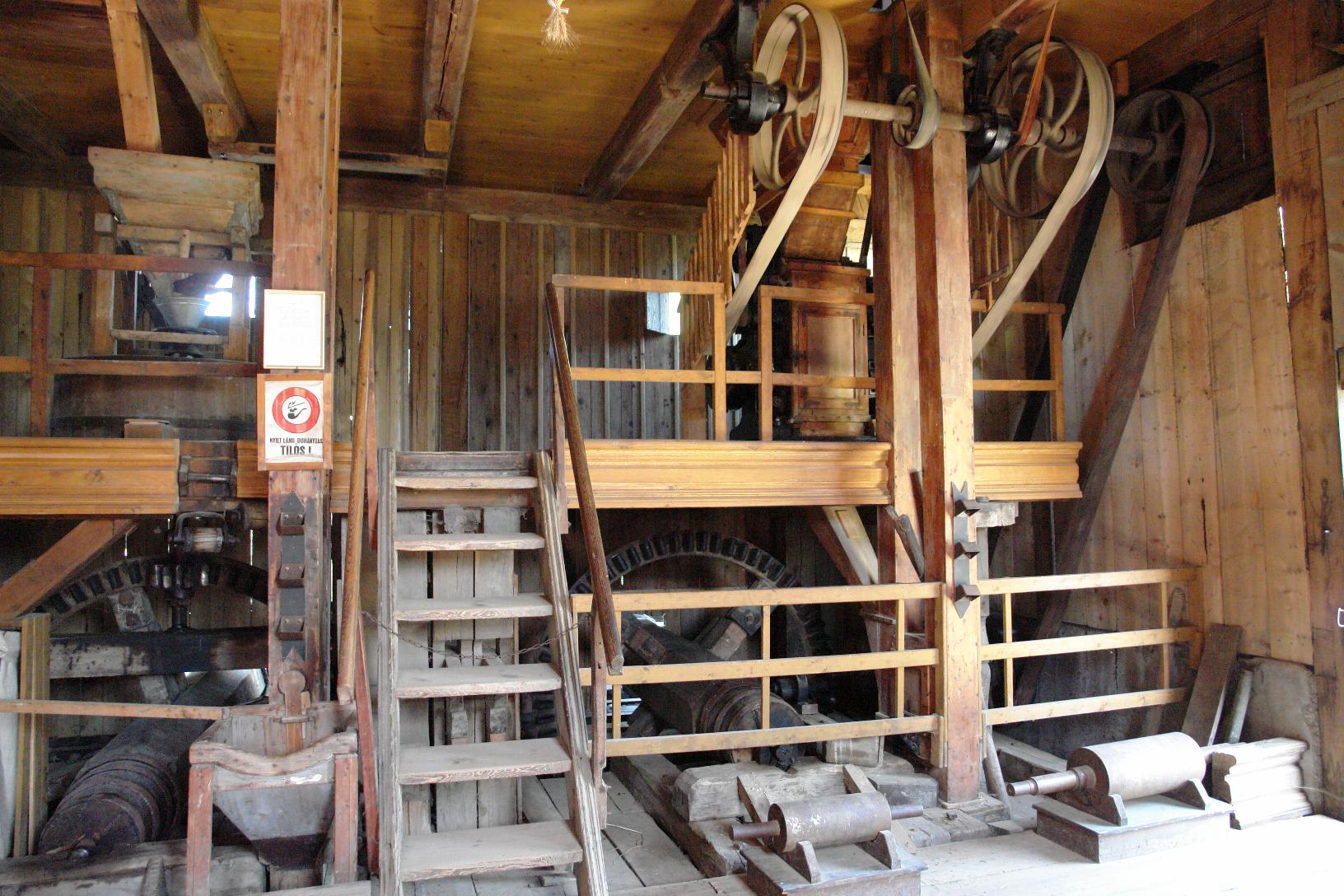
Innenraum der Wassermühle
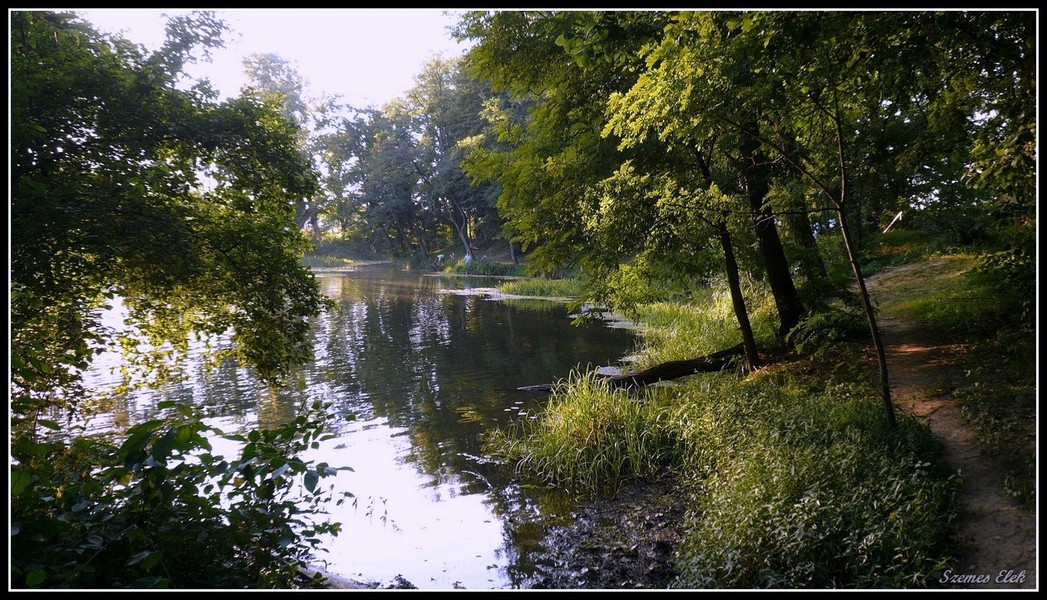
Der Fluss Túr